# Tauananna
Tauananna (durant molt de temps anomenada erròniament Malnigal) va ser una princesa babilònica. Va ser l'última esposa del rei hitita Suppiluliuma I (s. XIV aC).
Aquesta persona apareix a la literatura hitita anomenada únicament amb el seu títol, Tauananna (reina), de manera que el seu nom no es coneix amb certesa. Durant força temps alguns estudiosos van interpretar que el seu nom real era Malnigal.

## Nom
En publicacions de fins a principis del segle XXI Tauananna sovint apareixia amb el nom de "Malnigal", ja que la impressió d'un segell trobat a Ugarit revela, a més de "Tauananna", personatges que s'han llegit durant molt de temps com a "Malnigal". Es va suposar, doncs, que aquest podria ser el seu nom real (de naixement).
Tanmateix aquesta lectura ja va ser rebutjada per alguns científics a la dècada de 1990. Cap al canvi de mil·lenni es va anar anomenant cada cop més Tauananna en lloc de Malnigal en la investigació fins que finalment es va generalitzar la nomenclatura de Tauananna. considerant la de Malnigal com a errònia.

## Biografia
Aquesta reina dels hitites era originàriament una princesa babilònica, filla del rei de la dinastia cassita de Babilònia Burnaburiaix II.
El llinatge de la família reial hitita no està ben establert. Segons alguns relats, la reina Daduhepa era l'esposa de Tudhalias III i mare de Suppiluliuma I; Henti seria llavors la primera esposa d'aquest rei i la princesa babilònica la segona. Segons altres versions, Daduhepa era la primera esposa de Suppililiuma I, Henti la segona i la princesa babilònica la tercera esposa.
En tot cas, Suppiluliuma I hauria repudiat i exiliat a Henti, la seva dona anterior, per casar-se amb la princesa babilònica: potser hauria volgut, amb aquest gest diplomàtic, conciliar el seu poderós veí, el rei de Babilònia, amb la mirada posada sobre el regne de Mittani. Després de la mort d'Henti, la princesa babilònica va heretar el títol de Tauananna, és a dir, el títol de reina.
Suppiluliuma va tenir molts fills: Arnuwandas II, Telepinus, Piyassilis, Zannanza i Mursilis II, el primer i l'últim dels quals van accedir al tron de l'imperi. Tanmateix, és difícil saber de quin matrimoni va néixer cadascun.
La reina d'origen babilònic va sobreviure a Suppiluliuma I i va exercir la regència breument sota Arnuwanda II (del 1323 al 1322 aC) i després sota el seu fillastre Mursili II. La seva rivalitat i discrepàncies amb la reina regent van portar aquest rei a intentar desfer-se d'ella en el que s'anomena "l'afer Tauananna": Mursili II acusava la reina de prodigalitat, de tenir un llenguatge incomprensible, de bruixa i d'haver estat la causa de la mort de la seva dona Gassulawiya; hauria introduït al palau costums estrangers, cultes babilònics i fins i tot la prostitució. Un oracle li va suggerir assassinar la reina; va perdonar-li tanmateix la vida, però va intentar degradar-la del seu títol de Tauananna i treure-la del palau. No obstant això, sembla que hi va continuar exercint la seva influència.